# デニス・ベネット
デニス・ベネット（Dennis Bennett、1917年10月28日 - 1991年11月1日）は、アメリカ合衆国、米国聖公会司祭。1960年、異言を伴う聖霊のバプテスマを受け、キリスト教会のカリスマ運動の指導者となった。

## 著書
- Nine O'Clock in the Morning ISBN 0882706292

『朝の九時-聖霊の体験とその後10年間のあかし』生ける水の川 ISBN 4871740080
- Holy Spirit and You ISBN 0912106344

『聖霊とあなた-御霊による歩みのための手引き』生ける水の川
- Trinity of Man ISBN 0882702874
- Moving right along in the Spirit ISBN 0860651967